# Burning Sands
Burning Sands ist ein Film von Gerard McMurray, der am 24. Januar 2017 im Rahmen des Sundance Film Festivals seine Premiere feierte.

## Handlung

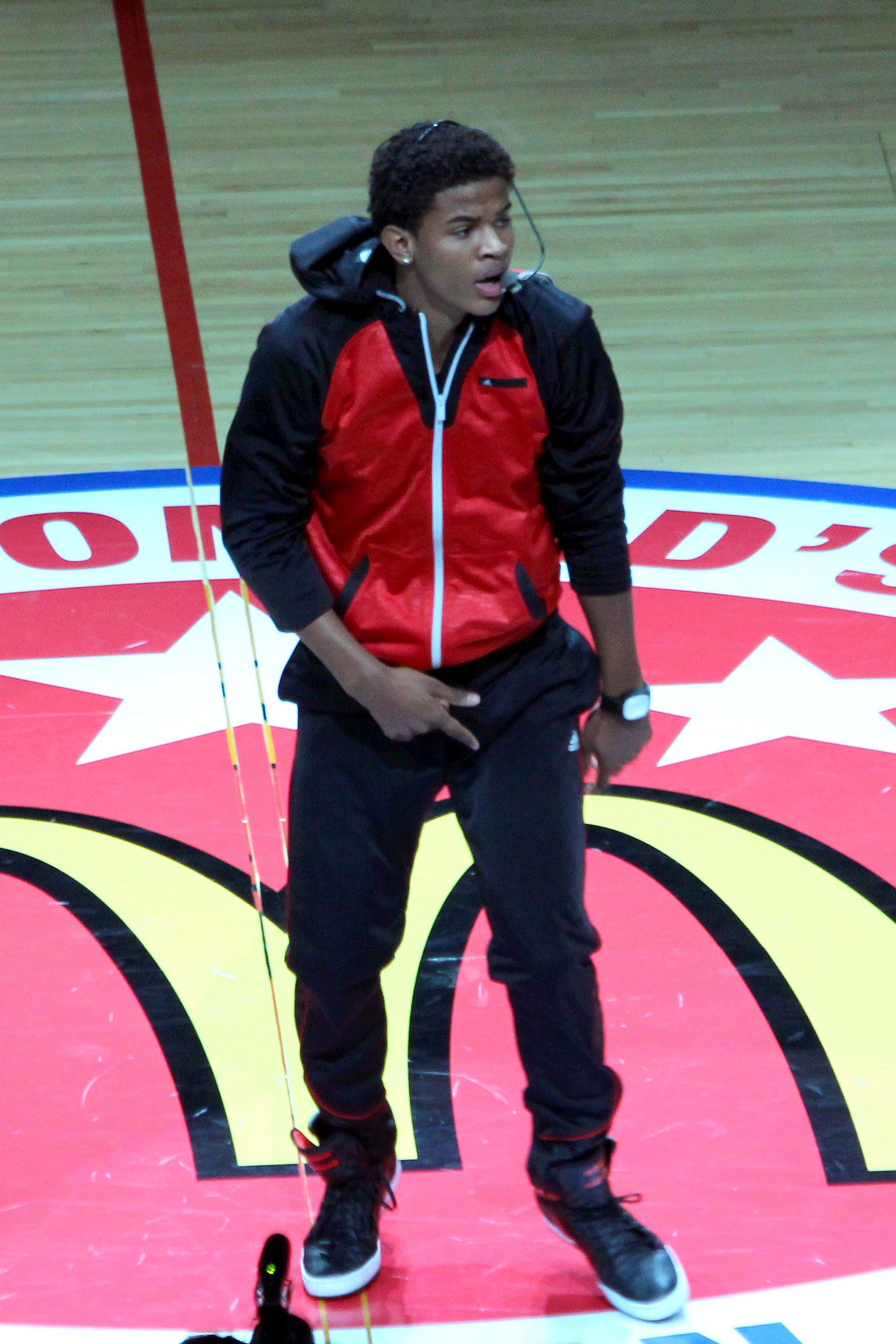
Trevor Jackson übernahm im Film die Rolle des Freshman Zurich

Der junge Afroamerikaner Zurich befindet sich in seinem ersten Jahr am College, und alles scheint in seinem Leben gut zu laufen. Seine Lehrer und die Hochschulverwaltung respektieren ihn, seine wunderbare Freundin liebt ihn, und er soll in die renommierte schwarzen Fraternity (dt.: Studentenverbindung) seines Colleges aufgenommen werden. Hierfür muss er jedoch eine Höllenwoche über sich ergehen lassen, um seine Eignung unter Beweis zu stellen. Harte Prüfungen stehen auf dem Programm, die Zurich an seine Grenzen bringen. Als die Belastung für ihn unerträglich wird und auch andere Dinge in seinem Leben zu bröckeln beginnen, gerät Zurich in die Versuchung, den Verschwiegenheitskodex der Studentenverbindung zu brechen und von der Gewalt während des Initiationsritus zu erzählen.

## Produktion

### Stab
Die Regie übernahm Gerard McMurray, der auch gemeinsam mit Christine Berg das Drehbuch zum Film schrieb. Es handelt sich bei Burning Sands um McMurrays Regiedebüt bei einem Spielfilm, und Berg gab mit dem Film ihr Debüt als Drehbuchautorin. McMurray, der im siebten Bezirk von New Orleans aufwuchs, hatte ein Stipendium an der Howard University in Washington, DC erhalten und erwarb dort einen Bachelorabschluss im Fach Filmproduktion. 2011 wurde McMurray für seinen Kurzfilm Battle Buddy, für den er als Regisseur arbeitete, von der Directors Guild of America mit dem African-American Student Filmmaker Award ausgezeichnet. Hiernach war er als Produzent des Films Nächster Halt: Fruitvale Station tätig, der 2013 in die US-amerikanischen Kinos kam.

### Besetzung und Synchronisation
Trevor Jackson übernahm im Film die Rolle des Freshman Zurich. Alfre Woodard ist in der Rolle von Professor Hughes zu sehen, und Trevante Rhodes spielt Fernander. Rotimi spielt Edwin und Octavius J. Johnson Ron. Die Rolle von Rochon wurde mit Imani Hakim besetzt, und die Schauspielerin Serayah spielt Angel. Der durch verschiedene Fernsehserien bekannt gewordene Schauspieler Steve Harris spielt Dean Richardson, Nafessa Williams übernahm die Rolle von Toya und der gleich in mehreren beim Sundance Film Festival vorgestellten Filmen mitwirkende Schauspieler Mitchell Edwards spielt Stephon. Chiké Okonkwo übernahm die Rolle von Breyton, und Cuyle Carvin spielt Officer Daniels. Malik Bazille spielt Dwight, und  DeRon Horton übernahm die Rolle von Square. Der Schauspieler Deji LaRay ist im Film in der Rolle von Big Brother Thad zu sehen.
In der deutschen Synchronisation (Dialogbuch und Regie Andreas Hinz) spricht Jan Makino in der Hauptrolle Zurich, Andrea Aust spricht Professor Hughes, und Nico Mamone leiht Fernander seine Stimme. Dennis Sandmann synchronisierte Edwin und Patrick Keller Ron.

### Filmmusik
Die Filmmusik wurde von Kevin Lax komponiert. Der US-amerikanische Rapper, Schauspieler und Oscarpreisträger Common schrieb für den Film gemeinsam mit Karriem Riggins, Robert Glasper und Samora Pinderhuges den Titelsong The Cross, den er gemeinsam mit der Singer-Songwriterin Lianne La Havas zudem sang und der auch in der End-Credit-Szene des Films zu hören ist.

### Veröffentlichung
Der Film feierte am 24. Januar 2017 im Rahmen des Sundance Film Festivals seine Premiere. Am 10. März 2017 wurde der Film von Netflix online veröffentlicht.

## Rezeption

### Kritiken
Burning Sands konnte bislang 88 Prozent der Kritiker bei Rotten Tomatoes überzeugen. So sagt Dennis Harvey von Variety, die gelegentlich tollpatschigen oder schwerfälligen Elemente beeinträchtigten den Film nicht, dessen Übermut, talentierte Besetzung und schrecklich faszinierender Stoff durchweg unterhaltsam seien, auch wenn dieser selten wirklich überrasche.
Der Film erinnerte Kritiker allgemein an den Film Goat, der ebenfalls von einer Höllenwoche im Rahmen der Aufnahme in eine Studentenverbindung erzählt. Brian Tallerico meint, im Vergleich zu diesem Film sei Gerard McMurrays Arbeit ambitionierter, und zudem weise er interessante rassistische Untertöne auf, die Goat nicht gehabt habe und besitze mit Trevor Jackson in der zentralen Rolle einen exzellenten Schauspieler.

### Auszeichnungen
Black Reel Awards 2018
- Nominierung für das Beste Drehbuch (Christine T. Berg und Gerald McMurray)
- Nominierung als Bester Independent-Film (Gerald McMurray)
- Nominierung für das Beste Erstlingsdrehbuch (Christine T. Berg und Gerald McMurray)[11]

Sundance Film Festival 2017
- Nominierung als Wettbewerbsfilm im U.S. Dramatic Competition